# Egyiptomi naptemplom

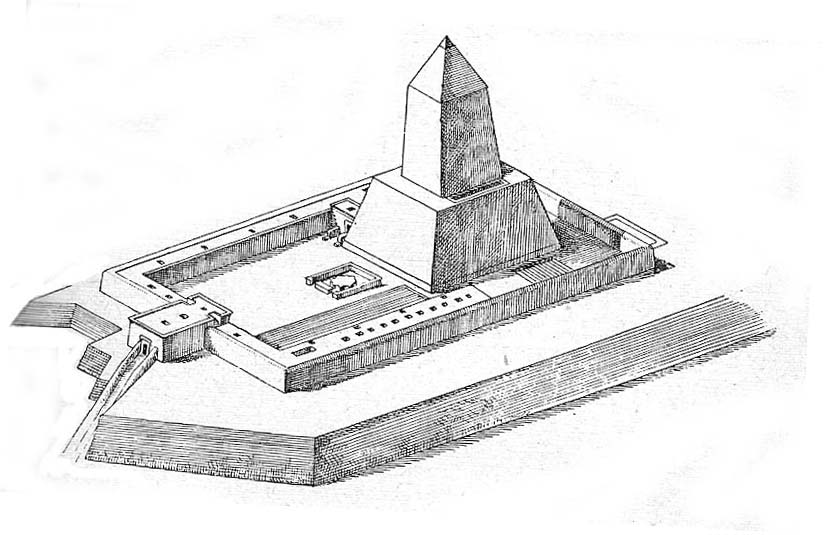
Niuszerré naptemploma Abuszírben

Az egyiptomi naptemplom olyan ókori egyiptomi templom volt, melyet Ré napistennek emeltek. A „naptemplom” szó többnyire azokat a templomokat jelöli, amelyeket az óbirodalmi V. dinasztia hat vagy hét uralkodója épített, bár a Napnak emelt templomok megjelennek ezer évvel később, Ehnaton újbirodalmi uralkodó idejében is, aki a karnaki templomhoz épített hasonlót.
Az V. dinasztia naptemplomai két alsó-egyiptomi helyszínen épültek, Abu Gurábban és Abuszírben, egymástól kb. 1 kilométerre, a mai Kairótól kb. 15 kilométerre délre. Lehetséges, hogy egy korábbi naptemplomról mintázták őket, amely Héliopoliszban állt. Valószínűleg hat vagy hét ilyen templom épült – Uszerkaf, Szahuré, Noferirkaré, Noferefré, Niuszerré és Menkauhór idejében –, de csak kettőt találtak meg: Uszerkaf naptemplomát, a Nehenrét, valamint Niuszerré Seszepibré nevű naptemplomát. Dzsedkaré Iszeszi, a dinasztia nyolcadik királya, úgy tűnik, hirtelen felhagyott a naptemplomok építésével. Niuszerré temploma, amely a mai Abu Guráb falu mellett áll, romjaiban is lenyűgöző, főleg jó állapotban fennmaradt központi áldozati oltára, melyet alabástrom alkotóelemek felhasználásával építettek. Az eddig megtalált két naptemplom olyan rossz állapotban van, hogy a feltáráskor főleg a templomok nevében szereplő hieroglifák segítségével tudták rekonstruálni a naptemplomok jellemzőit – köztük azt, hogy obeliszk állt bennük –, de a romok alapján úgy tűnik, fedetlen épületek voltak.

## Mitikus háttere
A Hufu és a varázsló címen ismert középbirodalmi történet szerint az V. dinasztia első három uralkodója hármasikrek volt, Ré gyermekei. A történet annyiban valóságot tartalmaz, hogy az V. dinasztia második és harmadik királya valóban testvérek voltak, és valóban szokatlanul nagy mértékben imádták Rét, olyannyira, hogy ez a dinasztia egész uralkodása alatt kitartott.

## Felépítésük, szerepük és felfedezésük
A naptemplomok a Nílus nyugati partján épültek, és a piramisokhoz hasonlóan egy bejárattal és egy kijárattal rendelkeztek. Úgy tűnik, az épületegyüttes a piramisokéhoz hasonlított, és mindegyikük három főbb részből állt: egy kisebb völgytemplomból egy csatorna vagy termőföld mellett, egy rövid felvezető út, amely a sivatagon át vezetett fel a kis völgytemplomból, majd a sivatagban álló harmadik, legfontosabb részből: magából a naptemplomból, az egészet pedig fal vette körül. Középpontjukban hatalmas kőemelvényen obeliszk állt, előtte oltár. Niuszerré naptemplomának északi részén raktárak is álltak, délre pedig napbárka. A két fennmaradt példából ítélve a naptemplomok eleinte vályogtéglából épültek, majd később kőből újjáépítették és megnagyobbították őket; Uszerkaf temploma például eredetileg négyzet, később téglalap alaprajzú volt. Az obeliszk is később épült hozzá, eredetileg faoszlop állhatott a helyén. A módosítások magyarázatot adhatnak arra, miért ilyen kevés naptemplom került elő; a befejezetlen vályogépületeket valószínűleg lebontották (ez történhetett Szahurééval), vagy a későbbi uralkodók számára alakították át (Niuszerré naptemploma például Noferefré eredeti épületének átépítésével keletkezhetett).
Funkciójuk pontosan nem ismert; a piramisokkal ellentétben, úgy tűnik, nem csupán az uralkodó halotti kultuszában kaptak szerepet, ugyanakkor feltehetően megvolt benne a jelentőségük, mivel a korszak minden uralkodója sajátot épített magának. Massimiliano Nuzzolo szerint az V. és VI. dinasztia idejében az uralkodó „új társadalmi-vallási jelentőségre tett szert napkirályként és napistenként”. Ez összhangban van azzal a ténnyel is, hogy ezek a naptemplomok az első olyan, nagyméretű, teljesen kőből épült építmények, amelyek semmilyen kapcsolatban nem állnak a piramisokkal. A naptemplomok jelentése és fejlődése szorosan összefonódott az Óbirodalom építészet- és vallástörténetével, különösen az V. és VI. dinasztia idején.
Mivel a korszak elsődleges forrásaiban hat vagy hét különböző név fordul elő naptemplomok neveként, valószínűleg legalább hat különböző naptemplom létezett, ugyanakkor az egyiptomi nyelvben külön szó nem volt a naptemplomra. Niuszerré naptemplomát fedezték fel először, a 19. század végén, majd Uszerkaf naptemplomát. A templomtípus tanulmányozása azonban csak az 1950-es években kezdődött meg.

## Az ismert naptemplomok
Az első naptemplomot Uszerkaf, a V. dinasztia alapítója építette Abuszírben, pár kilométerre északra Memphisz nekropoliszától, Szakkarától, ahol piramisa állt. Szahuré temploma is feltehetőleg Abuszírben épült, mert itt került elő obeliszkjének feltételezett talapzata. A korabeli dokumentumok Noferirkaré templomát említik a leggyakrabban, de napjainkig csak Uszerkaf és Niuszerré templomát fedezték fel, utóbbiban számos felirat és relief található a király uralkodása idejéből.
A Noferefré és Niuszerré közt uralkodó Sepszeszkaré a feltételezések szerint hozzákezdett Hotepibré („Ré szíve elégedett”) nevű naptemploma építéséhez, ennek helye ismeretlen.
| ra · O48 | O25 |

| ra · O48 | O25 |

| ra | s | x · t | M20 | O24 |

| ra | s | x · t | M20 | O24 |

| ra | st | t · ib | O25 |

| ra | st | t · ib | O25 |

| ra | Htp · t · p | O24 |

| ra | Htp · t · p | O24 |

| ra | O42 · ib | O25 |

| ra | O42 · ib | O25 |

| ra | G25 | x · t · N18 | O25 |

| ra | G25 | x · t · N18 | O25 |

## Fordítás
- Ez a szócikk részben vagy egészben  az   Egyptian sun temple című angol Wikipédia-szócikk ezen változatának fordításán alapul.  Az eredeti cikk szerkesztőit annak laptörténete sorolja fel. Ez a jelzés csupán a megfogalmazás eredetét és a szerzői jogokat jelzi, nem szolgál a cikkben szereplő információk forrásmegjelöléseként.